# Tipula (Pterelachisus) yasumatsuana
Tipula (Pterelachisus) yasumatsuana is een tweevleugelige uit de familie langpootmuggen (Tipulidae). De soort komt voor in het Palearctisch gebied.